# Cortinarius

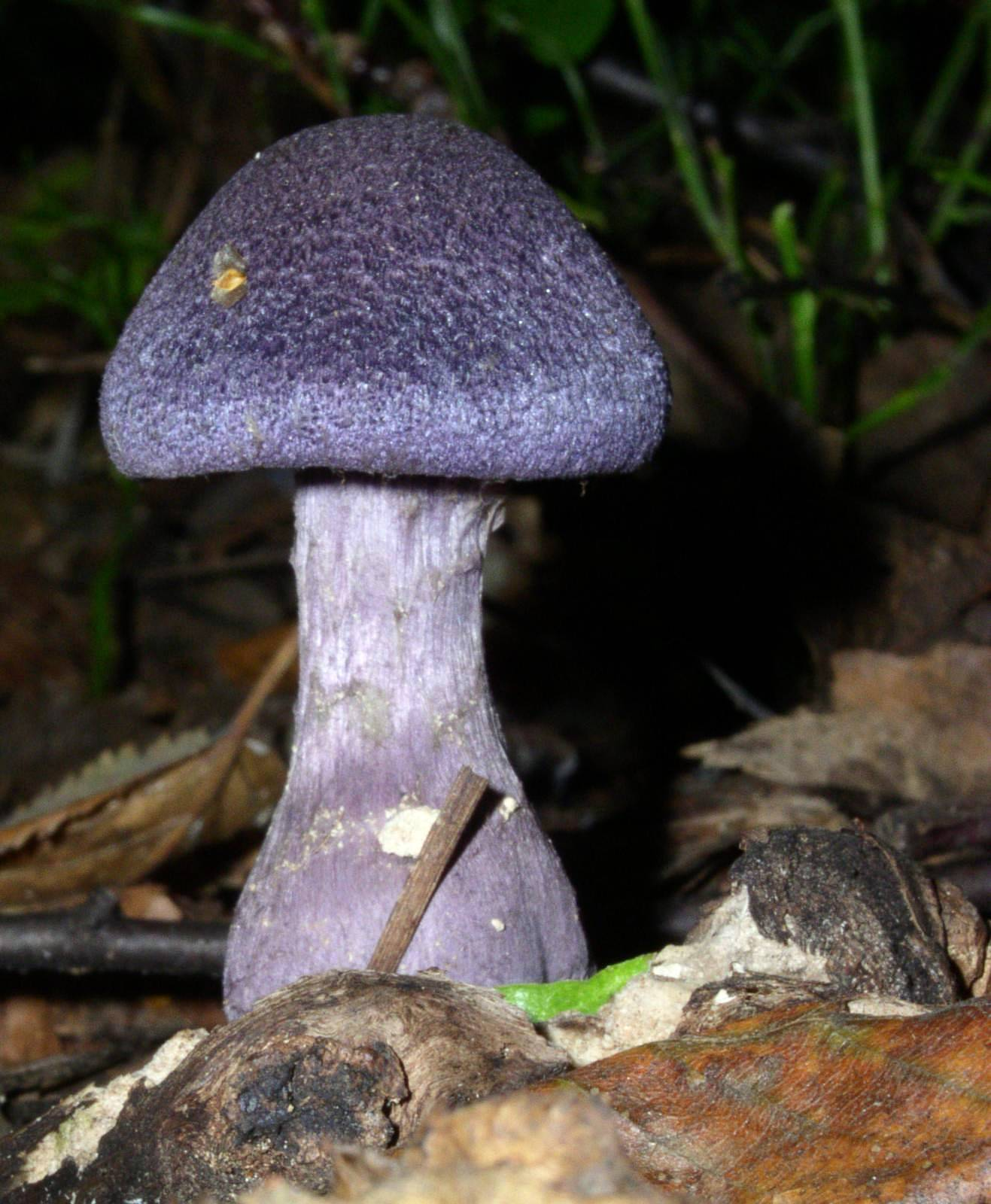
C. violaceus

Cortinarius là một chi nấm. Người ta nghi rằng đây là chi lớn nhất của họ Agaricales có hơn 2000 loài và được tìm thấy khắp thế giới. Một đặc điểm phổ biến trong số tất cả các loài trong chi Cortinarius là các mẫu vật cây non có một Cortina (màn phủ) giữa mũ nấm và thân nấm, do đó tên, nghĩa là che màn. Hầu hết các sợi của Cortina sớm bị tàn, và sẽ không để lại dấu vết khi đã rụng đi, trừ tàn dư hạn chế trên thân trong một số loài. Tất cả đều có spore print màu nâu rỉ sắt. Tên thông dụng trong tiếng Anh cortinar và webcap đề cập đến các thành viên của chi. Do độc tính nguy hiểm của một số loài (như Cortinarius orellanus) và thực tế là khó để phân biệt các loài trong chi, các chuyên gia khuyên không nên ăn các loài nấm trong chi này.

## Các loài
- Cortinarius acetosus
- Cortinarius achrous
- Cortinarius acutus
- Cortinarius adalbertii
- Cortinarius aegrotus
- Cortinarius aerugineoconicus
- Cortinarius agathosmus
- Cortinarius alboaggregatus
- Cortinarius alboroseus
- Cortinarius albovariegatus
- Cortinarius alboviolaceus
- Cortinarius alcalinophilus
- Cortinarius aleuriosmus
- Cortinarius alnetorum
- Cortinarius alneus
- Cortinarius ammophilus
- Cortinarius amoenolens
- Cortinarius anauensis
- Cortinarius anfractus
- Cortinarius angelesianus
- Cortinarius anisodorus
- Cortinarius anomalus
- Cortinarius anthracinus
- Cortinarius aprinus
- Cortinarius argenteopileatus
- Cortinarius armillatus
- Cortinarius arquatus
- Cortinarius arvinaceus
- Cortinarius atrolazulinus
- Cortinarius atropusillus
- Cortinarius atroviolaceus
- Cortinarius atrovirens
- Cortinarius aurantioferreus
- Cortinarius aureomarginatus
- Cortinarius aureopulverulentus
- Cortinarius aureoturbinatus
- Cortinarius australiensis
- Cortinarius austroalbidus
- Cortinarius austrocyanites
- Cortinarius badioferrugineus
- Cortinarius balaustinus
- Cortinarius balteatoalbus
- Cortinarius balteatocumatilis
- Cortinarius barbatus
- Cortinarius basililaceus
- Cortinarius basiroseus
- Cortinarius bataillei
- Cortinarius bellus
- Cortinarius betuletorum
- Cortinarius betulinus
- Cortinarius bibulus
- Cortinarius biformis
- Cortinarius bivelus
- Cortinarius bolaris
- Cortinarius bovinus
- Cortinarius bulbosus
- Cortinarius bulliardii
- Cortinarius caerulescens
- Cortinarius caesiocanescens
- Cortinarius caesiostramineus
- Cortinarius cagei
- Cortinarius caledoniensis
- Cortinarius callisteus
- Cortinarius calosporus
- Cortinarius camphoratus
- Cortinarius camptoros
- Cortinarius caninus
- Cortinarius caperatus
- Cortinarius carbonellus
- Cortinarius cartilagineus
- Cortinarius caryotis
- Cortinarius casimiri
- Cortinarius castaneiceps
- Cortinarius castanellus
- Cortinarius castoreus
- Cortinarius cavipes
- Cortinarius cedretorum
- Cortinarius cephalixus
- Cortinarius chalybeus
- Cortinarius chrysma
- Cortinarius chrysomallus
- Cortinarius cinnabarinus
- Cortinarius cinnamomeoluteus
- Cortinarius cinnamomeus
- Cortinarius cinnamoviolaceus
- Cortinarius citrinus
- Cortinarius claricolor
- Cortinarius coerulescentium
- Cortinarius collinitus
- Cortinarius collybianus
- Cortinarius coneae
- Cortinarius conicus
- Cortinarius corrosus
- Cortinarius coruscans
- Cortinarius cotoneus
- Cortinarius crassus
- Cortinarius cremeolina
- Cortinarius cretax
- Cortinarius croceocaeruleus
- Cortinarius croceus
- Cortinarius cucumeris
- Cortinarius cumatilis
- Cortinarius cunninghamii
- Cortinarius cupreonatus
- Cortinarius cupreorufus
- Cortinarius cyaneus
- Cortinarius cyanites
- Cortinarius cyanopus
- Cortinarius cycneus
- Cortinarius damascenus
- Cortinarius danicus
- Cortinarius danili
- Cortinarius decipiens
- Cortinarius delibutus
- Cortinarius depressus
- Cortinarius diabolicoides
- Cortinarius diasemospermus
- Cortinarius dibaphus
- Cortinarius dionysae
- Cortinarius diosmus
- Cortinarius disjungendus
- Cortinarius dulciolens
- Cortinarius durus
- Cortinarius dysodes
- Cortinarius elacatipus
- Cortinarius elaiochrous
- Cortinarius elegantior
- Cortinarius elegantissimus
- Cortinarius emollitus
- Cortinarius emunctus
- Cortinarius epiphaeus
- Cortinarius erubescens
- Cortinarius erugatus
- Cortinarius erythrinus
- Cortinarius eutactus
- Cortinarius evernius
- Cortinarius exlugubris
- Cortinarius favrei
- Cortinarius fervidus
- Cortinarius flammuloides
- Cortinarius flavidulus
- Cortinarius flexipes
- Cortinarius fragilistipitatus
- Cortinarius fulvescens
- Cortinarius fulvoincarnatus
- Cortinarius fulvo-ochrascens
- Cortinarius fulvosquamosus
- Cortinarius fuscotinctus
- Cortinarius fusipes
- Cortinarius fusisporus
- Cortinarius galeobdolon
- Cortinarius galerinoides
- Cortinarius gausapatus
- Cortinarius gemmeus
- Cortinarius gentilis
- Cortinarius glaucopus
- Cortinarius globuliformis
- Cortinarius gracilior
- Cortinarius hebelomaticus
- Cortinarius helvelloides
- Cortinarius hemitrichus
- Cortinarius herculeolens
- Cortinarius heterosporus
- Cortinarius hinnuleus
- Cortinarius hinnuloides
- Cortinarius hoeftii
- Cortinarius holophaeus
- Cortinarius humicola
- Cortinarius huronensis
- Cortinarius ignellus
- Cortinarius ignotus
- Cortinarius illibatus
- Cortinarius illuminus
- Cortinarius incensus
- Cortinarius incisus
- Cortinarius inconspicuus
- Cortinarius indolicus
- Cortinarius ionomataius
- Cortinarius ionophyllus
- Cortinarius iringa
- Cortinarius junghuhnii
- Cortinarius kaimanawa
- Cortinarius laetissimus
- Cortinarius lamproxanthus
- Cortinarius laniger
- Cortinarius laquellus
- Cortinarius largus
- Cortinarius lavendulensis
- Cortinarius lebretonii
- Cortinarius lepidus
- Cortinarius leucocephalus
- Cortinarius limonius
- Cortinarius livido-ochraceus
- Cortinarius livor
- Cortinarius lubricanescens
- Cortinarius lucorum
- Cortinarius luteinus
- Cortinarius luteirufescens
- Cortinarius luteobrunneus
- Cortinarius magellanicus
- Cortinarius magicus
- Cortinarius mairei
- Cortinarius malachius
- Cortinarius malicorius
- Cortinarius mariae
- Cortinarius marmoratus
- Cortinarius meleagris
- Cortinarius melimyxa
- Cortinarius melleomitis
- Cortinarius microspermus
- Cortinarius minoscaurus
- Cortinarius mucifluus
- Cortinarius mucosus
- Cortinarius mussivus
- Cortinarius myxo-anomalus
- Cortinarius nanceiensis
- Cortinarius naphthalinus
- Cortinarius napivelatus
- Cortinarius necessarius
- Cortinarius nivalis
- Cortinarius norvegicus
- Cortinarius nothosaniosus
- Cortinarius obtusus
- Cortinarius occidentalis
- Cortinarius ochroleucus
- Cortinarius odoratus
- Cortinarius odorifer
- Cortinarius ohauensis
- Cortinarius olearioides
- Cortinarius olidus
- Cortinarius olivaceofuscus
- Cortinarius olivaceus
- Cortinarius olorinatus
- Cortinarius orellanus
- Cortinarius osmophorus
- Cortinarius pallidus
- Cortinarius paludicola
- Cortinarius papaver
- Cortinarius paragaudis
- Cortinarius paraonui
- Cortinarius paraxanthus
- Cortinarius parvannulatus
- Cortinarius patibilis
- Cortinarius pearsonii
- Cortinarius peraurantiacus
- Cortinarius peraureus
- Cortinarius percomis
- Cortinarius perelegans
- Cortinarius periclymenus
- Cortinarius persicanus
- Cortinarius pertristis
- Cortinarius phaeochlorus
- Cortinarius phaeomyxa
- Cortinarius phaeophyllus
- Cortinarius phaeopygmaeus
- Cortinarius pholideus
- Cortinarius pholiotellus
- Cortinarius picoides
- Cortinarius pinguis
- Cortinarius piriformis
- Cortinarius pisciodorus
- Cortinarius pluvius
- Cortinarius poecilopus
- Cortinarius polymorphus
- Cortinarius porphyroideus
- Cortinarius porphyrophaeus
- Cortinarius porphyropus
- Cortinarius praestans
- Cortinarius pratensis
- Cortinarius psammocephalus
- Cortinarius pseudocandelaris
- Cortinarius pumilus
- Cortinarius purpurascens
- Cortinarius purpureus
- Cortinarius quarciticus
- Cortinarius rapaceus
- Cortinarius rattinus
- Cortinarius redemitus
- Cortinarius renidens
- Cortinarius rheubarbarinus
- Cortinarius rickenianus
- Cortinarius riederi
- Cortinarius rigens
- Cortinarius rigidipes
- Cortinarius rigidiusculus
- Cortinarius roseipes
- Cortinarius rotundisporus
- Cortinarius rubellus
- Cortinarius rubicundulus
- Cortinarius rubrocastaneus
- Cortinarius rufo-olivaceus
- Cortinarius rufostriatus
- Cortinarius rugosiceps
- Cortinarius safranopes
- Cortinarius saginus
- Cortinarius salor
- Cortinarius sanguineus
- Cortinarius sanguinolentus
- Cortinarius saniosus
- Cortinarius saporatus
- Cortinarius sarcinochrous
- Cortinarius saturninus
- Cortinarius saturniorum
- Cortinarius scandens
- Cortinarius scaurus
- Cortinarius sclerospermus
- Cortinarius scotoides
- Cortinarius semisanguineus
- Cortinarius silvae-monachi
- Cortinarius simulatus
- Cortinarius sinapicolor
- Cortinarius singularis
- Cortinarius sodagnitus
- Cortinarius sommerfeltii
- Cortinarius spadicellus
- Cortinarius spilomeus
- Cortinarius splendens
- Cortinarius sterilis
- Cortinarius stillatitius
- Cortinarius subarcheri
- Cortinarius subarquatus
- Cortinarius subbalaustinus
- Cortinarius subcalyptrosporus
- Cortinarius subcastanellus
- Cortinarius subgemmeus
- Cortinarius subtortus
- Cortinarius subtorvus
- Cortinarius suburaceus
- Cortinarius suecicolor
- Cortinarius suillus
- Cortinarius sulphureus
- Cortinarius tabacinus
- Cortinarius tabularis
- Cortinarius talus
- Cortinarius taylorianus
- Cortinarius terpsichores
- Cortinarius testaceoviolaceus
- Cortinarius testaceoviolascens
- Cortinarius thaumastus
- Cortinarius tigrellus
- Cortinarius tofaceus
- Cortinarius tophaceus
- Cortinarius tortuosus
- Cortinarius torvus
- Cortinarius traganus
- Cortinarius triformis
- Cortinarius triumphans
- Cortinarius trivialis
- Cortinarius tubarius
- Cortinarius turbinatus
- Cortinarius turgidus
- Cortinarius turmalis
- Cortinarius uliginosus
- Cortinarius umbrinolens
- Cortinarius uraceus
- Cortinarius urbicus
- Cortinarius ursus
- Cortinarius valgus
- Cortinarius variegatus
- Cortinarius variicolor
- Cortinarius variiformis
- Cortinarius varius
- Cortinarius venetus
- Cortinarius venustus
- Cortinarius vernus
- Cortinarius veronicae
- Cortinarius vibratilis
- Cortinarius violaceofuscus
- Cortinarius violaceovelatus
- Cortinarius violaceovolvatus
- Cortinarius violaceus
- Cortinarius violilamellatus
- Cortinarius viscilaetus
- Cortinarius viscostriatus
- Cortinarius viscoviridis
- Cortinarius vitreopileatus
- Cortinarius volvatus
- Cortinarius vulpinus
- Cortinarius xanthocephalus
- Cortinarius xantho-ochraceus
- Cortinarius xanthophyllus
- Cortinarius xenosma
- Cortinarius xiphidipus
- Cortinarius zosteroides